# Pontal do Paraná
Pontal do Paraná este un oraș în Paraná (PR), Brazilia.